# Art Co.
Art Co. est un studio de développement de jeux vidéo japonais fondé en 1995 et basé à Tokyo.

## Ludographie
- J.League Excite Stage '96 (Super Nintendo - 1996) J.League Excite Stage '96
- Les Razmoket : 100% Angelica (PlayStation - 2001)
- Scooby-Doo et la Cybertraque (PlayStation - 2001)
- Britney's Dance Beat (Game Boy Advance - 2002)
- Disney Princesse (Game Boy Advance - 2003)
- Oddworld: Munch's Oddysee (Game Boy Advance - 2003)
- Space Channel 5: Ulala's Cosmic Attack (Game Boy Advance - 2003)
- Souris City (Nintendo DS - 2006)
- Gunpey (PlayStation Portable - 200)
- InuYasha: Secret of the Divine Jewel (Nintendo DS - 2007)
- Ed, Edd n Eddy: Scam of the Century (Nintendo DS - 2007)
- haun the Sheep (Nintendo DS - 2008)
- Coraline: An Adventure Too Weird for Words (Nintendo DS - 2009)
- Shaun the Sheep: Off His Head (Nintendo DS - 2009)
- Ant Nation (Nintendo DS et Wii - 2009)
- Astro Boy: The Video Game (Nintendo DS - 2009)
- Dream Trigger 3D (Nintendo 3DS - 2011)
- Family Party: 30 Great Games Obstacle Arcade (Wii U - 2012)